# La cita perfecta
La cita perfecta (título original en inglés; The perfect date) es una película estadounidense de comedia romántica dirigida por Chris Nelson y protagonizada por Noah Centineo, Laura Marano y Camila Mendes. Fue distribuida y estrenada por Netflix el 12 de abril de 2019. La película está basada en la novela The Stand-In de Steven Bloom. 

## Argumento
Brooks Rattigan (Noah Centineo) es un joven que quiere estar con la chica más popular del instituto Shelby Pace (Camila Mendes), a pesar de que su alrededor piense que su compañera ideal es Celia (Laura Marano) una chica desastrada que va transformándose en su mejor consejera. El adolescente, en su último año de instituto, necesita dinero para poder ir a la prestigiosa Universidad de Yale. Para conseguirlo, decide crear una app de citas junto a su mejor amigo Murph (Odiseas Georgiadis). Con esta aplicación, el protagonista se hará pasar por novio suplente y se ofrecerá para actuar como la pareja de cualquier chica en una cita. La necesidad de adaptarse cada noche a un personaje distinto en cada una de las citas hará que él mismo tenga que plantearse quién es o con quién quiere estar. Además, tendrá que decidir si ha encontrado a la chica de sus sueños.

## Reparto
- Noah Centineo como Brooks Rattigan.
- Laura Marano como Celia Lieberman.
- Camila Mendes como Shelby Pace.
- Matt Walsh como Charlie Rattigan.
- Carrie Lazar como Lillian Lieberman.
- Wayne Pére como Delbert Newhouse.

## Producción
En marzo del 2018 se anunció esta producción titulada como The Stand-In pero en enero de 2019 Netflix compró los derechos globales a las productoras de Awesomeness Films y Ace Entertainment para la distribución mundial de la película y pasó a llamarse The Perfect Date.

## Estreno
La película se ha estrenado a nivel mundial en la plataforma de  Netflix el 12 de abril del 2019.